# Elatostema duyunense
Elatostema duyunense es una especie de planta del género Elatostema, perteneciente a la familia Urticaceae.

## Taxonomía
Elatostema duyunense fue descrita por Wen Tsai Wang y Y. G. Wei en 2008.

## Distribución
Se encuentra en el territorio centro-sur de China.